# Calyptotis temporalis
Calyptotis temporalis — вид сцинкоподібних ящірок родини сцинкових (Scincidae). Ендемік Австралії.

## Поширення і екологія
Calyptotis temporalis мешкають в прибережних районах на сході штату Квінсленд, від міста Просерпайн до національного парку Булбурін. Вони живуть у вологих склерофітних лісах, в лісовій підстилці, під камінням і поваленими деревами.